# Середа, Ксения Валерьевна
Ксе́ния Вале́рьевна Середа́ (род. 24 августа 1994, Москва, Россия) — российский кинооператор.

## Биография
Родилась 24 августа 1994 года в Москве. В школе увлекалась фотографией. Интерес к кинематографу у Ксении возник в 11-м классе, когда она стала посещать кружок во Дворце пионеров образовательного комплекса «Воробьёвы горы», где у неё возникла идея поступить в мастерскую Юрия Невского.
В 2017 году окончила операторский факультет ВГИКа в мастерской Юрия Невского.
Сняла документальный фильм к спектаклю Гоголь-центра «Кому на Руси жить хорошо» и в 2017 году картину «Кислота» Александра Горчилина, которая стала лучшим фильмом конкурса «Кинотавр. Дебют». Также за плечами оператора такие ленты как сериал «Звоните ДиКаприо!» Жоры Крыжовникова, а также альманах короткометражек «Русское Краткое. Выпуск 1».
За полнометражный фильм «Без кожи», снятый без государственной поддержки, Ксения Середа получила приз второго Национального кинофестиваля дебютов «Движение» за операторскую работу.
Еще одну её работу — картину «Дылда» Кантемира Балагова — выдвинули от России на кинопремию «Оскар», а в апреле 2019 года лента была отобрана в официальную программу 72-го Каннского кинофестиваля. За эту работу Середа также получила приз за лучшую операторскую работу на премии Азиатско-Тихоокеанской киноакадемии, став при этом первой женщиной, удостоившейся этой награды.
В 2020 году Середа работала над фильмом Данилы Козловского «Чернобыль» про аварию на Чернобыльской АЭС.
По мнению кинопродюсера Александра Роднянского, Ксения Середа выступила символом феминизации операторской профессии в России.
В 2021 году HBO пригласили Ксению снять первую серию сериала «The Last of Us».
HBO приняла решение выдвинуть Ксению Середу на премию «Эмми» за первый эпизод сериала The Last of Us «Когда ты потерялся в темноте».

## Фильмография

### Кинооператор
- 2012 — Шуруповёрт (реж. Аксинья Гог), короткометражный
- 2013 — Дом без хозяина (реж. Андрей Феночка), короткометражный
- 2014 — Без кожи (реж. Владимир Бек)
- 2015 — Птичка (реж. Владимир Бек)
- 2015 — #комунарусижитьхорошо (реж. Александр Горчилин), документальный
- 2015 — Русские сказки (реж. Александр Горчилин), короткометражный
- 2015 — Старость (реж. Иван Снежкин), короткометражный
- 2015 — Убить Готлиба (реж. Дмитрий Булгаков), короткометражный
- 2016 — О футболе и про ангелов (реж. Аксинья Гог), короткометражный
- 2016 — Петербург. Только по любви (реж. Аксинья Гог, Наталья Назарова, Оксана Бычкова)
- 2016 — Селфи (реж. Аксинья Гог), короткометражный
- 2016 — Сестры (реж. Наташа Меркулова), короткометражный
- 2016 — Урок рисования для взрослых (реж. Лика Ятковская), короткометражный
- 2016 — Этюд (реж. Кирилл Серебренников), короткометражный
- 2017 — Воротничок (реж. Виктория Рунцова), короткометражный
- 2017 — Выставка (реж. Анна Саруханова), короткометражный
- 2017 — Доверие (реж. Михаил Алдашин), мини-сериал
- 2017 — Дом на голове Клаузеверца (реж. Дмитрий Булгаков), короткометражный
- 2017 — Лео и Ураган (реж. Павел Емелин), короткометражный
- 2018 — Libertas (реж. Артемио Бенки), короткометражный
- 2018 — Кислота (реж. Александр Горчилин)
- 2018 — Русское краткое. Выпуск 1 (реж. Григорий Константинопольский)
- 2018 — Звоните ДиКаприо! (реж. Жора Крыжовников)
- 2018 — Избранники (реж. Анастасия Голуб)
- 2019 — Дылда (реж. Кантемир Балагов)
- 2019 — Русское краткое. Выпуск 4 (реж. Ольга Дибцева)
- 2019 — Мне сказали (реж. Анна Ефимова), короткометражный
- 2020 — Очень женские истории (реж. Наташа Меркулова)
- 2020 — Хэппи-энд (реж. Евгений Шелякин)
- 2021 — Мама, я дома (реж. Владимир Битоков)
- 2021 — На близком расстоянии (реж. Григорий Добрыгин)
- 2021 — Чернобыль (реж. Данила Козловский)
- 2022 — Одни из нас (реж. Нил Дракман)[13]

### Актриса
- 2015 — Русские сказки (реж. Александр Горчилин), короткометражный

## Награды и номинации
- 2014 — приз 2-го Национального кинофестиваля дебютов «Движение» за операторскую работу в фильме «Без кожи»[6].
- 2019 — Национальная премия кинокритики и кинопрессы «Белый слон» за лучшую операторскую работу (фильм «Дылда»)[14][15].
- 2020 — премия Киноакадемии Азиатско-Тихоокеанского региона (Asia Pacific Screen Awards) — «Лучшая кинооператорская работа» (фильм «Дылда»)[8]
- 2020 — номинация на премию «Золотой орёл» за лучшую операторскую работу (фильм «Дылда»)
- 2020 — номинация на премию «Ника» за лучшую операторскую работу (фильм «Дылда»)[16].